# Аличе Супериоре
А̀личе Суперио̀ре (на италиански: Alice Superiore; на пиемонтски: Àles, Алес) е село в Северна Италия, Метрополен град Торино, регион Пиемонт. Разположено е на 610 m надморска височина. От 1 януари 2019 г. е част от новосъздадената община Вал ди Ши. Населението на селото е 705 души (към 31.12.2018 г.).